# Саут-Бордмен (Мічиган)
Саут-Бордмен (англ. South Boardman) — переписна місцевість (CDP) в США, в окрузі Калкаска штату Мічиган. Населення — 509 осіб (2020).

## Географія
Саут-Бордмен розташований за координатами 44°38′9″ пн. ш. 85°17′15″ зх. д. / 44.63583° пн. ш. 85.28750° зх. д. (44.635726, -85.287422).  За даними Бюро перепису населення США в 2010 році переписна місцевість мала площу 8,64 км², з яких 8,53 км² — суходіл та 0,11 км² — водойми.

## Демографія
Згідно з переписом 2010 року, у переписній місцевості мешкало 536 осіб у 200 домогосподарствах у складі 148 родин. Густота населення становила 62 особи/км².  Було 249 помешкань (29/км²).
Расовий склад населення:
| - 96,6 % — білих - 1,7 % — корінних американців - 0,9 % — чорних або афроамериканців |

До двох чи більше рас належало 0,7 %. Частка іспаномовних становила 0,6 % від усіх жителів.
За віковим діапазоном населення розподілялося таким чином: 27,8 % — особи молодші 18 років, 58,4 % — особи у віці 18—64 років, 13,8 % — особи у віці 65 років та старші. Медіана віку мешканця становила 37,7 року. На 100 осіб жіночої статі у переписній місцевості припадало 117,0 чоловіків;  на 100 жінок у віці від 18 років та старших — 104,8 чоловіків також старших 18 років.
Середній дохід на одне домашнє господарство  становив 48 956 доларів США (медіана — 41 833), а середній дохід на одну сім'ю — 46 931 долар (медіана — 41 250). Медіана доходів становила 30 625 доларів для чоловіків та 31 042 долари для жінок. За межею бідності перебувало 14,4 % осіб, у тому числі 4,9 % дітей у віці до 18 років та 3,9 % осіб у віці 65 років та старших.
Цивільне працевлаштоване населення становило 265 осіб. Основні галузі зайнятості: освіта, охорона здоров'я та соціальна допомога — 15,5 %, мистецтво, розваги та відпочинок — 15,1 %, роздрібна торгівля — 13,2 %, науковці, спеціалісти, менеджери — 11,3 %.